# Madonna con el Niño entronizada entre los santos Francisco y Sebastián
La Madonna con el Niño entronizada entre los santos Francisco y Sebastián es una pintura al temple y dorado sobre tabla (173 x 145 cm) de Carlo Crivelli, datada en 1491 y conservada en la National Gallery de Londres. Está firmada y fechada en la base del trono OPVS CAROLI CRIVELLI VENETI MILES 1491.

## Historia
La obra fue encargada al pintor por la viuda Oradea Becchetti que, de acomodada familia, hizo pintar el retablo en memoria de su difunto esposo Giovanni, colocándolo sobre un altar en la iglesia de San Francisco de Fabriano. Al considerable gasto se refiere la inscripción en la base de la pintura: "Almae consolationis Matri Mariae: priores posterosq(ue) miserata suos. Oradea Joamnis aere propio/no modico dicavit", es decir "En honor de María, Madre de la Consolación, ten piedad de sus predecesores y descendientes. Oradea de Giovanni con su propio modesto gasto lo hizo dedicar". La referencia al gasto considerable, incluyendo el uso del mejor pintor disponible en la región, hace poco nombrado caballero (miles), sin embargo, probablemente se refiera al altar entero que ella había hecho instalar, más que solo al retablo, en cumplimiento de las últimas voluntades del marido. Quizás el mismo nombre de Oradea ("ora a Dios") sea simbólico: la donante figura arrodillada orante vestida de viuda, pequeñísima siguiendo Crivelli la norma gótica, entre san Francisco y la Virgen.
Para el artista fue la segunda comisión en la que pudo lidiar con la forma unitaria de un retablo en el sentido renacentista, no un políptico con compartimentos. La primera había sido el Retablo de San Pietro de Muralto, datado en 1488-1489. En 1498 la tabla sirvió de inspiración para Barnardino de Mariotto, que ese año firmó un retablo en la iglesia de Bastia (cerca de Fabriano) visiblemente inspirado en la Madonna entronizada entre los santos Francisco y Sebastián.
La capilla se completó en 1491, y la tabla de Oradea permaneció allí hasta el siglo XVIII, siendo  mencionada por Benigni y Gilli-Guerrieri.
Después del terremoto de 1741 (que dañó en la iglesia los frescos de Orazio Gentileschi), la iglesia quedó afectada y fue derribada en 1780 para ser reconstruida de 1781 a 1788 y de nuevo demolida en el siglo XIX.
La tabla debió desaparecer poco después del terremoto, o durante los trabajos de reconstrucción. Se la encuentra en el mercado anticuario de Roma en 1841, donde la adquirió el marqués de Westminster Richard Grosvenor y la llevó a Londres. Después de su muerte, en 1869, su viuda la donó al museo londinense en 1870.
A veces el retablo ha sido confundido con la Madonna entre dos santos citada por Ricci en la iglesia de Santo Domingo en Fermo, relacionándolo con el Retablo de San Francisco de Fabriano, también procedente originariamente de la misma iglesia de Fabriano y hoy, los paneles principales, en la Pinacoteca de Brera.

## Descripción y estilo
El trono de la Virgen, en ricos mármoles, está flanqueado por dos telas verticales que hacen de fondo a los santos laterales y tiene otra que pende a lo largo del respaldo, con el efecto de dejar visible, en lo alto, una pequeña porción de cielo azul y algunas delicadas florecillas silvestres. Gruesas frutas penden del entablamento superior del trono. Otras flores se encuentran esparcidas sobre el escalón a los pies de María, en un jarrón y en un vaso sobre el asiento: todas son flores simbólicas, tanto por el color rojo, que recuerda la sangre vertida de Cristo en la Pasión, como las blancas, símbolo de la pureza y virginidad de María, aparte significados particulares de origen medieval, legados de la sabiduría de los herbarios.
La Madonna, con mirada dulce y dirigida al espectador, inclina maternal la cabeza hacia la del hijo que alarga los brazos para agarrarle el velo. Una cierta rigidez del Niño deriva probablemente del ejemplo de Mantegna, el artista en quien Crivelli más se fijaba para elaborar sus retablos de  tipo renacentista. Cediendo aquí más a tal gusto Crivelli parece también aligerar su habitual profusión decorativa, por ejemplo poniendo a María un manto oscuro, en lugar de uno de elaborado damasco, si bien continúa cuidando los detalles, quizás las partes más bellas del retablo: del caracol en primer plano a las florecillas, de la transparencia del vidrio y la perfecta textura del mármol  policromado de las columnas a la delicadeza de las telas y flecos. El caracol se creía entonces que se reproducía asexualmente, por lo que simbolizaba la Inmaculada Concepción. Frente a este virtuosismo, el artista muestra aquí figuras ligeramente torpes y una composición algo esquemática.
Los dos santos laterales de hecho, san Francisco de Asís a la izquierda (con el hábito franciscano y los estigmas) y el joven san Sebastián a la derecha (semidesnudo, atado a una columna y asaetado), tienen poses simétricas, con una pierna hacia adelante y el torso inclinado, como sugiriendo una mandorla alrededor de María.